# Copa Brasil de Handebol Masculino de 2015
A Copa Brasil de Clubes de Handebol de 2015  foi a 16ª edição da Copa Brasil de Handebol Masculino realizado entre diversos times do Brasil.  A competição foi organizada pela Confederação Brasileira de Handebol (CBHb) e contou com o apoio da Prefeitura de Maringá, através da Secretaria de Esportes e Lazer (SESP).
O Vasco/FAB (RJ) conquistou o bicampeonato da Copa Brasil Masculina de Handebol, disputada no Ginásio Chico Neto, em Maringá (PR). Pelo segundo ano consecutivo e de forma invicta, a equipe do Rio de Janeiro (RJ) levantou o troféu de campeão, após vencer a Unopar/Paiquerê FM/Blindex/Londrina (PR) na final por 32 a 29 (17 a 13 no primeiro tempo).O artilheiro da competição foi Rafael Hidalgo, da equipe campeã, com 36 gols.

## Forma de disputa
A  fase principal foi dividida em dois grupos (grupos A e B) com quatro e três equipes respectivamente, sendo realizado em turno único qualificando duas equipes por grupo para a fase final. com semifinais e finais em jogos únicos. 
Na fase de grupos da competição, a vitoria vale três pontos, empate vale dois pontos e derrota vale um ponto.

## Participantes
| Equipe                              | Cidade         | Títulos            |
| ----------------------------------- | -------------- | ------------------ |
| ADJF/Independência Trade/MRS        | Juiz de Fora   | 0 (não possui)     |
| Cascavel                            | Cascavel       | 0 (não possui)     |
| FEAC/Franca                         | Franca         | 0 (não possui)     |
| Holanda/GHC/Codó                    | Codó           | 0 (não possui)     |
| Maringá/Unimed/UEM/Unifamma         | Maringá        | 2 (último em 2013) |
| Unopar/Paiquerê FM/Blindex/Londrina | Londrina       | 4 (último em 2009) |
| Vasco/FAB                           | Rio de Janeiro | 1 (último em 2014) |

## Fase principal
Grupo A
| Pos | Equipe                       | PG | V | E | D | GP | GC | SG  | Classificação        |
| --- | ---------------------------- | -- | - | - | - | -- | -- | --- | -------------------- |
| 1   | ADJF/Independência Trade/MRS | 3  | 1 | 0 | 1 | 54 | 40 | +14 | Classificado para SF |
| 2   | Maringá/Unimed/UEM/Unifamma  | 3  | 1 | 0 | 1 | 41 | 44 | -3  | Classificado para SF |
| 3   | FEAC/Franca                  | 3  | 1 | 0 | 1 | 42 | 53 | -11 |                      |

Grupo B
| Pos | Equipe                              | PG | V | E | D | GP  | GC  | SG  | Classificação        |
| --- | ----------------------------------- | -- | - | - | - | --- | --- | --- | -------------------- |
| 1   | Vasco/FAB                           | 9  | 3 | 0 | 0 | 105 | 77  | +28 | Classificado para SF |
| 2   | Unopar/Paiquerê FM/Blindex/Londrina | 7  | 2 | 0 | 1 | 93  | 87  | +6  | Classificado para SF |
| 3   | Cascavel                            | 5  | 1 | 0 | 2 | 110 | 143 | -33 |                      |
| 4   | Holanda/GHC/Codó                    | 3  | 0 | 0 | 3 | 114 | 155 | -41 |                      |

## Fase Final
|  | Semifinais                          | Semifinais                          |              |    | Final | Final |
|  |                                     |                                     |              |    |       |       |
|  | 14 de Julho                         |                                     |              |    |       |       |
|  |                                     |                                     |              |    |       |       |
|  | Vasco/FAB                           | 28                                  |              |    |       |       |
|  | Vasco/FAB                           | 28                                  | 29 de Julho  |    |       |       |
|  | Maringá/Unimed/UEM/Unifamma         | 22                                  |              |    |       |       |
|  | Maringá/Unimed/UEM/Unifamma         | 22                                  | Vasco/FAB    | 32 |       |       |
|  | 14 de Julho                         |                                     | Vasco/FAB    | 32 |       |       |
|  |                                     | Unopar/Paiquerê FM/Blindex/Londrina | 29           |    |       |       |
|  | Unopar/Paiquerê FM/Blindex/Londrina | Unopar/Paiquerê FM/Blindex/Londrina | 29           | 35 |       |       |
|  | Unopar/Paiquerê FM/Blindex/Londrina |                                     |              | 35 |       |       |
|  | ADJF/Independência Trade/MRS        | 29                                  |              |    |       |       |
|  | ADJF/Independência Trade/MRS        | 29                                  | Disputa de 3 |    |       |       |
|  |                                     |                                     |              |    |       |       |
|  | 28 de Julho                         |                                     |              |    |       |       |
|  |                                     |                                     |              |    |       |       |
|  | Maringá/Unimed/UEM/Unifamma         | 22                                  |              |    |       |       |
|  | Maringá/Unimed/UEM/Unifamma         | 22                                  |              |    |       |       |
|  | ADJF/Independência Trade/MRS        | 19                                  |              |    |       |       |

### Semifinais
| 25 de Setembro 20:00 | Vasco/FAB | 28 x 22 | Maringá/Unimed/UEM/Unifamma | Ginásio Chico Neto |
| 25 de Setembro 20:00 |           |         |                             | Ginásio Chico Neto |
| 25 de Setembro 20:00 |           |         |                             | Ginásio Chico Neto |

| 25 de Setembro 18:00 | Unopar/Paiquerê FM/Blindex/Londrina | 35 x 29 | ADJF/Independência Trade/MRS | Ginásio Chico Neto |
| 25 de Setembro 18:00 |                                     |         |                              | Ginásio Chico Neto |
| 25 de Setembro 18:00 |                                     |         |                              | Ginásio Chico Neto |

### Final
| 26 de Setembro 16:00 | Vasco/FAB | 32 x 29 | Unopar/Paiquerê FM/Blindex/Londrina | Ginásio Chico Neto |
| 26 de Setembro 16:00 |           |         |                                     | Ginásio Chico Neto |
| 26 de Setembro 16:00 |           |         |                                     | Ginásio Chico Neto |

### Disputa de terceiro lugar
| 26 de Setembro 14:00 | Maringá/Unimed/UEM/Unifamma | 22 x 19 | ADJF/Independência Trade/MRS | Ginásio Chico Neto |
| 26 de Setembro 14:00 |                             |         |                              | Ginásio Chico Neto |
| 26 de Setembro 14:00 |                             |         |                              | Ginásio Chico Neto |

### Disputa de quinto lugar
| 26 de Setembro 12:00 | Cascavel | 24 x 23 | FEAC/Franca | Ginásio Chico Neto |
| 26 de Setembro 12:00 |          |         |             | Ginásio Chico Neto |
| 26 de Setembro 12:00 |          |         |             | Ginásio Chico Neto |

## Classificação Final
| Posição | Equipe                              |
| ------- | ----------------------------------- |
| 1       | Vasco/FAB                           |
| 2       | Unopar/Paiquerê FM/Blindex/Londrina |
| 3       | Maringá/Unimed/UEM/Unifamma         |
| 4       | ADJF/Independência Trade/MRS        |
| 5       | Cascavel                            |
| 6       | FEAC/Franca                         |
| 7       | Holanda/GHC/Codó                    |

## Seleção do Campeonato
| Posição          | Nome             | Clube                               |
| ---------------- | ---------------- | ----------------------------------- |
| Goleiro          | Andrey Fagundes  | Unopar/Paiquerê FM/Blindex/Londrina |
| Ponta esquerda   | Cleryston Novais | Vasco/FAB                           |
| Armador esquerdo | Rafael Canha     | Maringá/Unimed/UEM/Unifamma         |
| Armador central  | Andre Leal       | Vasco/FAB                           |
| Armador direito  | Nailson Amaral   | Vasco/FAB                           |
| Ponta direita    | Rafael Hidalgo   | Vasco/FAB                           |
| Pivo             | Pedro Martins    | Maringá/Unimed/UEM/Unifamma         |